# Lodewijk XVI van Frankrijk
Lodewijk XVI van Frankrijk (Versailles, 23 augustus 1754 – Parijs, 21 januari 1793) regeerde als koning van Frankrijk en Navarra van 1774 tot 1791 en daarna als koning der Fransen van 1791 tot 1792. Hij was geboren als Louis-Auguste de France en stierf tijdens de terreur van Robespierre (een periode in de Franse Revolutie), onder de guillotine als citoyen Louis Capet, na een veroordeling wegens hoogverraad.
Als negentienjarige erfde Lodewijk XVI een koninkrijk op de rand van het bankroet. Onder zijn bewind leegden de koloniale politiek en de succesvolle interventie in de Amerikaanse Onafhankelijkheidsoorlog verder de schatkist, terwijl het spilzieke gedrag van het hof in Versailles leidde tot de impopulariteit van koningin Marie Antoinette, zeker na de diamanten-halssnoeraffaire van 1785-1786. Via de ministers Turgot, Calonne en Necker probeerde Lodewijk XVI nieuwe inkomsten aan te boren door de fiscale privileges van de adel en de Kerk in te perken, maar de Assemblée des Notables en de parlementen blokkeerden elke hervorming in die richting. In een poging de impasse te doorbreken riep hij de Staten-Generaal samen. Onder impuls van de derde stand riep dat consultatieve orgaan zich uit tot Nationale Vergadering en zette het een proces in gang dat Franse Revolutie wordt genoemd. De koning verloor de regie en zag het absolutisme en het ancien régime ten einde komen. Weifelend leek hij een nieuwe rol als constitutioneel monarch te aanvaarden, maar in juni 1791 wees hij die af met een nachtelijke vlucht die gestopt werd op vijftig kilometer van de grens. Enkele maanden later gaf de grondwet van 1791 hem alsnog een kans als Koning der Fransen. Hij regeerde met feuillants en girondijnen. Het wankele vertrouwen liep volledig spaak door de Eerste Coalitieoorlog die op zijn voorstel werd ontketend, gekoppeld aan binnenlandse opstanden, intriges van émigrés en koninklijke veto's tegen wetten. De Parijse sansculotten organiseerden in augustus 1792 de Bestorming van de Tuilerieën. Lodewijk XVI werd met zijn familie opgesloten en berecht door de Nationale Conventie, die hem schuldig bevond en de doodstraf oplegde. Op 21 januari 1793 werd hij, als enige koning van Frankrijk in de geschiedenis, geguillotineerd.

## Levensloop

### Jonge jaren
De toekomstige Lodewijk XVI werd geboren als Lodewijk August in het Kasteel van Versailles op 23 augustus 1754. Hij was de tweede zoon van de Franse dauphin Lodewijk Ferdinand, die zelf de enige zoon van koning Lodewijk XV en koningin Maria Leszczyńska was. De vader van Lodewijk XVI stierf op de leeftijd van 36 jaar zonder koning te zijn geweest. Lodewijks moeder was Maria Josepha van Saksen, de tweede vrouw van Lodewijk Ferdinand en dochter van Frederik Augustus II van Saksen, keurvorst van Saksen en koning van Polen als August III.
Lodewijk had geen gemakkelijke jeugd. Zijn ouders negeerden hem voor het grootste gedeelte en gaven de meeste aandacht aan Lodewijks oudere en knappere broer Lodewijk Jozef Xaverius, de hertog van Bourgondië. Toen deze in 1761 op negenjarige leeftijd stierf, was het verdriet van zijn ouders erg groot. Ze vonden het beiden moeilijk om na de dood van Lodewijk Jozef, Lodewijk August de aandacht en liefde te geven die hij nodig had. Hij was een sterke en gezonde jongen, maar erg verlegen. Hij toonde de nodige intelligentie en blonk vooral uit in vakken als Latijn, geschiedenis, geografie en astronomie. Naast Frans leerde hij ook vloeiend Italiaans en Engels spreken. Ook had hij veel interesse in het maken van sloten. Hij ging graag jagen met zijn grootvader, koning Lodewijk XV, en spelen met zijn jongere broers, Lodewijk Stanislas, graaf van Provence en Karel Filips, graaf van Artois. Hij had ook twee zussen: madame Marie Clothilde en madame Elisabeth. Marie Clothilde werd de vrouw van koning Karel Emanuel IV van Sardinië.
Toen zijn vader op 20 december 1765 stierf aan tuberculose, werd de elfjarige Lodewijk August de nieuwe dauphin van Frankrijk. Zijn moeder, die de dood van haar man nooit heeft kunnen verwerken, overleed ook aan tuberculose op 13 maart 1767. Lodewijk August en zijn vier jongere broers en zussen bleven achter als weeskinderen. Hij kreeg een strakke en zeer conservatieve opvoeding van Paul François de Quelen de la Vauguyon. Deze man werd gouverneur des Enfants de France (gouverneur van de Kinderen van Frankrijk) en voedde Lodewijk August op vanaf 1760 tot aan zijn huwelijk in 1770. Hoe goed Quelens bedoelingen ook waren, zijn lessen en opvoeding bereidden Lodewijk August niet voor op de taak die hij erfde in 1774 bij het overlijden van zijn grootvader.

### Huwelijk en kinderen

Koningin Marie Antoinette, in 1787, door Élisabeth Vigée-Le Brun.

Op 16 mei 1770 trouwde de vijftienjarige Lodewijk August met de veertienjarige Oostenrijkse aartshertogin Maria Antonia van Habsburg-Lotharingen, die na haar huwelijk bekend werd als Marie Antoinette. Zij was de jongste dochter van keizer Frans I Stefan van het Heilige Roomse Rijk en keizerin Maria Theresia. Bij het huwelijk werd de opera Persée van Lully opgevoerd. De dauphin schreef aan Lodewijk XV in 1772 dat hij "van de dauphine zijn vrouw had gemaakt", maar ze bleven aanvankelijk kinderloos. Marie Antoinette leed daar erg onder. Het paar groeide naar elkaar toe en ze kregen uiteindelijk een zeer goede band. Nadat Lodewijk August een kleine operatie ondergaan had, werden uit het huwelijk vier kinderen geboren:
- Marie Thérèse Charlotte (19 december 1778 – 19 oktober 1851), Madame Royale, huwde met haar neef, Lodewijk Anton van Bourbon, de zoon van Karel Filips de hertog van Artois. Hij werd later troonpretendent onder de naam Lodewijk XIX.
- Lodewijk Jozef Frans Xavier (22 oktober 1781 – 4 juni 1789), dauphin van Frankrijk en hertog van Bretagne.
- Lodewijk Karel (27 maart 1785 – 8 juni 1795), hertog van Normandië. Na de dood van zijn broer werd hij dauphin, en na de executie van zijn vader werd hij, nog kind, door royalisten gezien als de troonpretendent Lodewijk XVII.
- Sophie Beatrix Hélène (9 juli 1786 – 19 juni 1787)

Zijn grootvader, koning Lodewijk XV, werd plotseling ziek op 27 april 1774. Op 4 mei werd de maîtresse van de koning, Madame du Barry, weggestuurd van Versailles. Op 10 mei 1774, rond drie uur in de middag, stierf de 64 jaar oude koning aan de pokken, waarna Lodewijk August op negentienjarige leeftijd de troon besteeg als Lodewijk XVI. Zijn jongere broer, Lodewijk Stanislas, werd de troonopvolger tot de geboorte van Lodewijks oudste zoon in 1781. Op 11 juni 1775 werd Lodewijk in de Kathedraal van Reims gezalfd en gekroond. Zijn vrouw stond de hele dienst aan zijn zijde, maar werd niet gekroond of gezalfd, evenmin als dat met de vorige koninginnen was gebeurd sinds Maria de' Medici in 1610.

### Eerste regeringsjaren

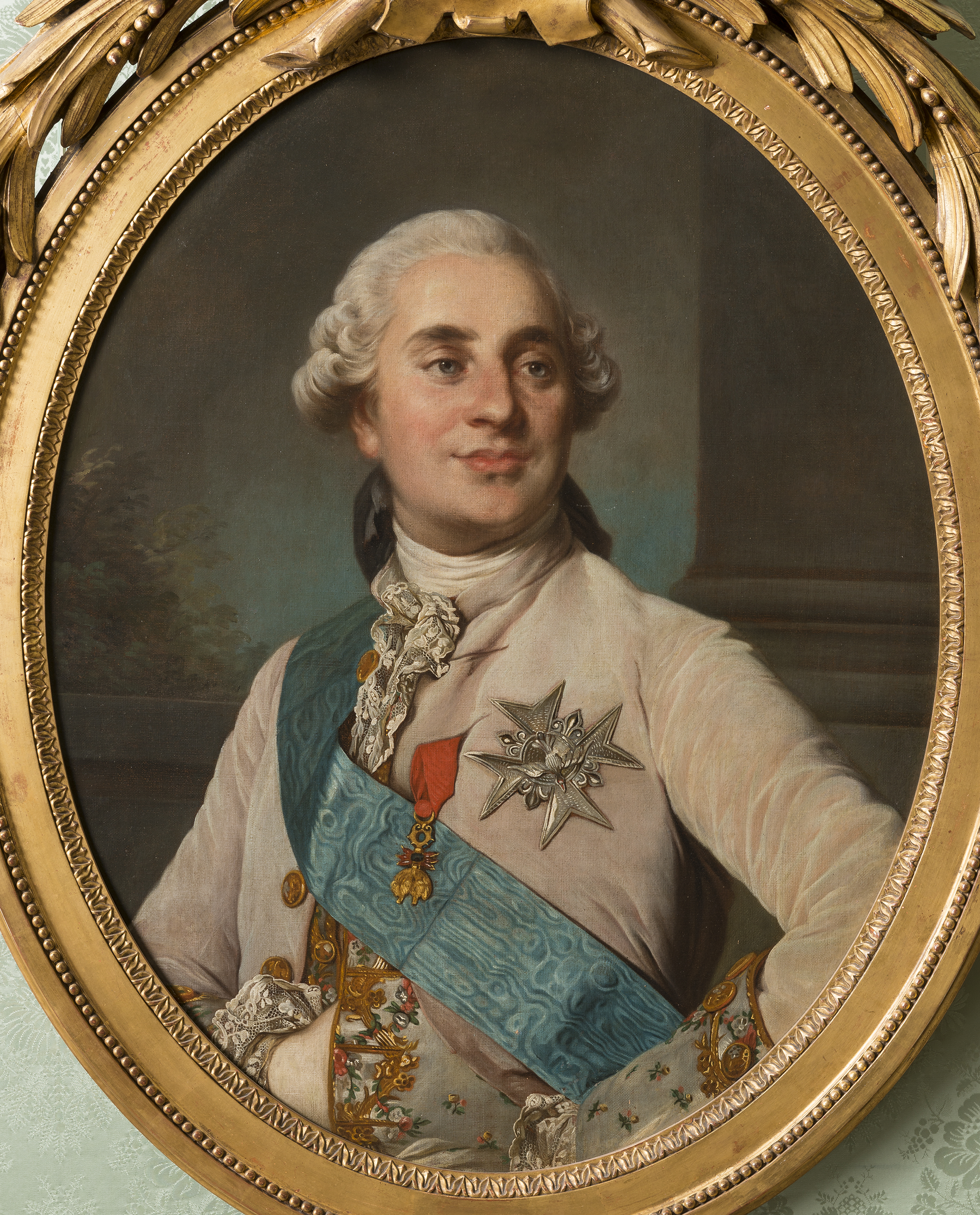
Portret van Lodewijk XVI als twintigjarige (Joseph Duplessis, 1775)

Het plotse overlijden van Lodewijk XV gebeurde op een inopportuun moment. Frankrijk had de Zevenjarige Oorlog verloren, tegen een steeds agressiever Engeland en Pruisen. Lodewijk XV was volop – en succesvol – de financiële putten van deze oorlog aan het wegwerken, met de hulp van ministers Joseph Marie Terray en René Nicolas de Maupeou. De parlementen, die zich tegen de moderniseringsplannen en tegen de inperking van de fiscale privileges van adel en Kerk hadden gekant, waren afgeschaft en vervangen door gewone rechtbanken. Niet meer gehinderd door de protesten van de parlementen had Terray de financiën schoksgewijs onder controle gebracht met een gedeeltelijk bankroet. Lodewijk XV was immens impopulair geworden.
De onervaren Lodewijk XVI draaide de klok terug. Hij ontsloeg de ministers Terray en Maupeou, die de hervorming hadden gedragen, en bracht Maurepas terug. De nieuwe minister had geen ander programma dan afrekenen met de nalatenschap van Lodewijk XV, die hem oneervol had ontslagen en verbannen. De parlementen werden weer ingesteld. De verbitterde oud-magistraten werden uit hun ballingschap teruggehaald en begonnen opnieuw te saboteren en te werken aan het neerhalen van het absolutisme ten voordele van de adel. Lodewijk XVI werd dankzij deze maatregelen gevierd als een nieuwe Hendrik IV.
Toch nam hij de moderniseringsagenda van zijn voorganger weer op. Ook hij streefde ernaar het bestuur te rationaliseren, de economie te dynamiseren en de justitie te humaniseren, zonder te raken aan de absolute monarchie en de standenmaatschappij. Onder Maurepas benoemde de koning in 1774 de bekwame minister van Financiën Anne Robert Jacques Turgot, die spoedig adel en kerk tegen zich in het harnas joeg met een aantal hervormingen. Turgot probeerde de belastingdruk af te wentelen van het volk naar de grondbezitters. Hij schafte de gilden en de corvee af. Hij stichtte de Caisse de l'Escompte, een voorloper van de Banque de France. Langzaam verminderde de staatsschuld. Turgot verzette zich – op financiële gronden – tegen een Franse interventie in de Amerikaanse Onafhankelijkheidsstrijd. Hij liberaliseerde de graanhandel, echter op een ongelukkig moment: de misoogst van 1774 veroorzaakte schaarste die hem werd aangewreven. Ondiplomatiek en gehaat werd de bekwame Turgot twee jaar na zijn benoeming afgevoerd door Maurepas. De koning kon zijn minister niet overeind houden tegen een bijna unanieme oppositie van regering, hof en koningin, ook omdat de publieke opinie en de sterkte van de nieuw uitgebouwde vloot zorgden voor druk om mee te doen aan de Amerikaanse Onafhankelijkheidsoorlog.

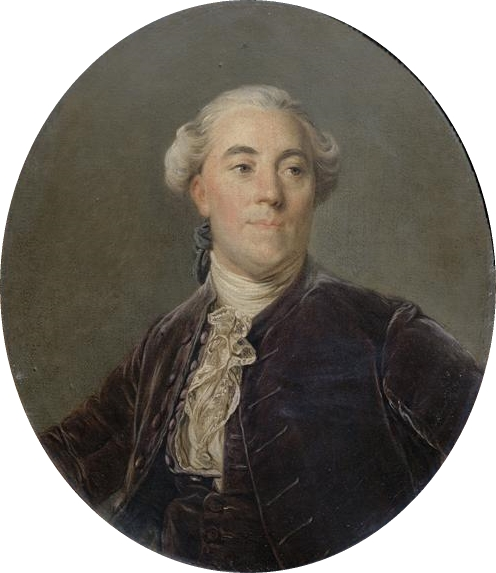
De populaire controleur-generaal van financiën Jacques Necker leende enorme bedragen in plaats van de belastingen te verhogen.

Om de oorlog te financieren trad de belangrijkste opposant van Turgot aan, bankier Jacques Necker. Deze voerde een groot aantal kleine maatregelen door om de financiën te saneren, zoals het reduceren van de venale ambten, die door de staat werden gecreëerd en verkocht, en die eretitels, adeldom of belastingsvrijstelling voor de bezitters opleverden. Neckers prestige was groot genoeg om de kredietwaardigheid van de Franse Staat op te vijzelen. Achteraf bekeken een grote vergissing: de Amerikaanse Onafhankelijkheidsoorlog tegen Engeland werd grotendeels door leningen gefinancierd. Nochtans was de oorlog bij de Fransen populair, en een financiering door belastingverhoging was wellicht geaccepteerd geweest. De enorme schuld legde een tijdbom onder de staatsfinanciën. Necker maakte ook vijanden: de slachtoffers van de bezuinigingen (de fermiers of belastingpachters, de traditionele staatsfinanciers, het Hof). Zonder toestemming van de koning verdedigde hij zijn resultaten van 1781 in een Compte-rendu au Roi die hij liet drukken en uitgeven. Hij beweerde daarin dat het staatsbudget een overschot vertoonde (Necker rekende de uitzonderlijke oorlogsuitgaven weg), en gaf ook een kijk op de kosten van het hof. Door de uitgave van deze quasi-officiële fabeltjeskrant nam zijn populariteit nóg toe. Maurepas en de regering beseften dat ze met een oplichter te maken hadden. Toen het Parlement in 1781 een van zijn hervormingen wegstemde, vroeg hij aan de koning de verbreking van het parlementair arrest, én zeggenschap over de financiën van Marine en Oorlog, plus een zetel in de Regeringsraad. De koning weigerde, waarop Necker zijn ontslag aanbood, tot grote consternatie van de publieke opinie. Hij liet zijn opvolgers, Joly de Fleury, d'Ormesson en daarna Calonne, achter met de onmogelijke taak om de gigantische schuld op te ruimen. 
Joly de Fleury maakte een eind aan de hervormingen, begon opnieuw ambten te verkopen, en legde nieuwe ‘tijdelijke’ belastingen op. D'Ormesson slaagde er niet meer in nieuwe belastingen te heffen. De historicus Eugene White argumenteert dat het stopzetten van de financiële hervormingen in 1781 een breekpunt was, en dat de geleidelijke verbeteringen van Terray, Turgot en Necker uiteindelijk de financiën zouden gesaneerd hebben. Calonne probeerde eerst een politiek van uitgaven in plaats van bezuinigingen, in de hoop de kredietwaardigheid te behouden. Hij durfde het bij zijn aantreden niet aan om een degelijke audit te eisen van Neckers geretoucheerde staatsboekhouding in de Compte-rendu au Roi. Later zou het enorme verschil op Calonnes conto geschreven worden.

### Mislukte hervormingen

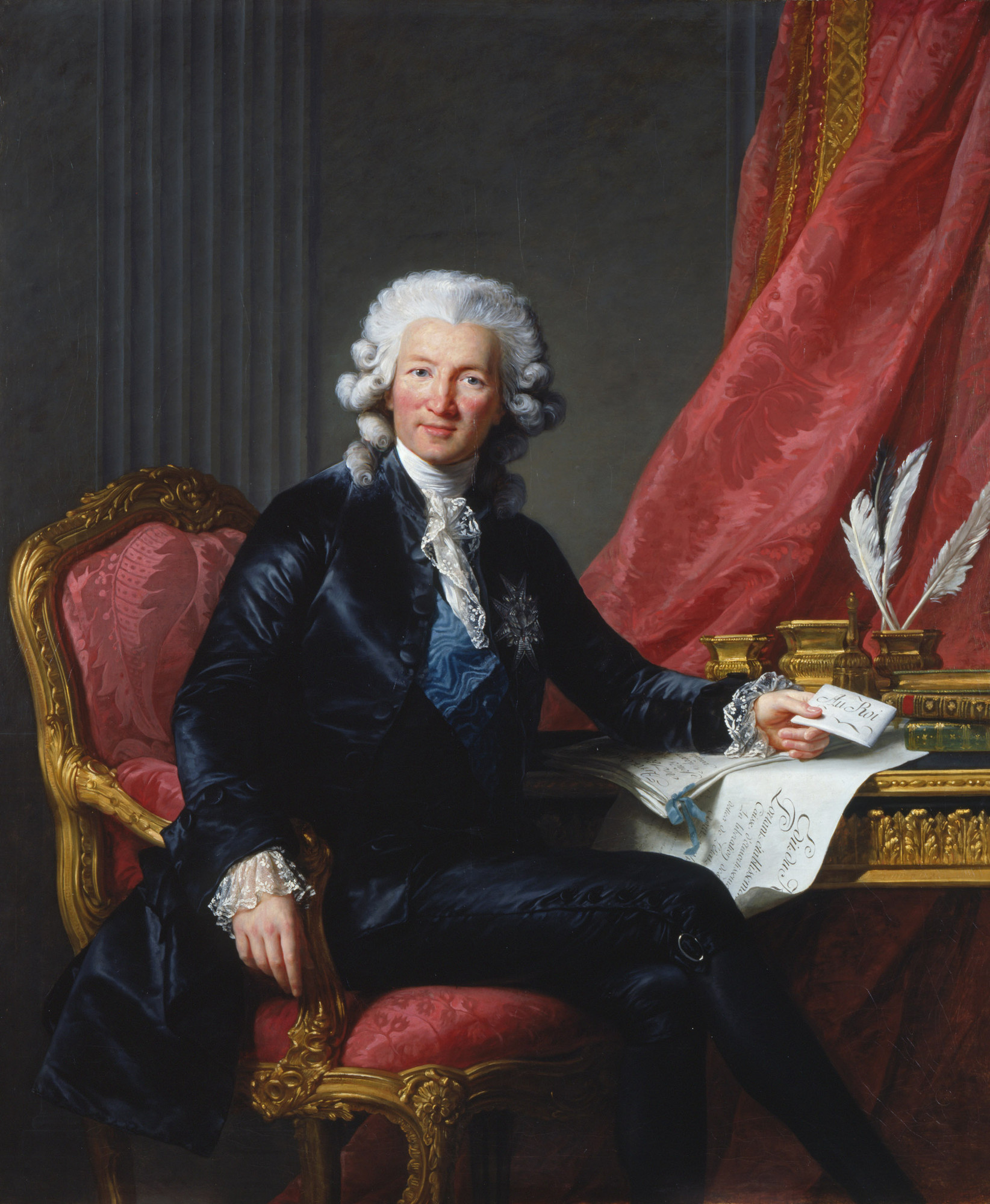
Neckers opvolger, Charles-Alexandre de Calonne, bleef met Neckers schuldenberg opgescheept

Niet alleen moest de economie er weer bovenop geholpen worden, ook de vrijheid en rechtsgelijkheid van de burgers moesten worden bevorderd. Eind 1786 legden minister Calonne en Lodewijk XVI fiscale en institutionele plannen voor om een einde te maken aan een aantal privileges en om de graanhandel te liberaliseren, maar de Assemblée des Notables, samengesteld uit leden van de hoge adel, wees deze maatregelen af. De fantasierijke Compte-rendu au roi van Necker kwam in de Assemblée steeds weer ter sprake: hoe kon men in zó'n korte periode in zó'n diep financieel gat gegraven hebben? Calonne werd voor verspiller en leugenaar uitgemaakt.
De minister probeerde met een beroep op de publieke opinie het verzet te breken, maar dit had niet het verhoopte succes en een week liet de koning hem vallen. Zijn nieuwe minister, de aartsbisschop van Toulouse Étienne-Charles de Loménie de Brienne, ondernam pogingen om kleinere, vooral fiscale hervormingen door te voeren, maar ook deze maatregelen werden tegengehouden door het Parlement van Parijs. Toen Lodewijk reageerde met een lit de justice om de registratie van de hervorming door te drukken, verklaarde het Parlement zijn actie de dag nadien nietig. Daarop verbande hij alle parlementairen naar Troyes, die er als helden werden onthaald.
Ontgoocheld liet de koning zijn moderniseringsplannen varen. Brienne zocht zijn toevlucht tot een lapmiddel: nieuwe leningen, die het Parlement registreerde onder voorwaarde van goedkeuring door de Staten-Generaal, die sinds 1614 niet meer bijeen waren geweest. Ondanks een verbale uithaal van Lodewijk ("Het is wettig, omdat ik het wil"), slaagde hij er niet in zijn absolutistische ideologie in daden om te zetten en ging hij in op de eis om de Staten-Generaal samen te roepen. Het was duidelijk dat de koning zijn macht en prestige kwijt was. Een van zijn weinige medestanders, de graaf van Artois, zijn broer, werd zelfs in het Parlement bedreigd. Brienne en de koning joegen adel, hof en kerk (en het volk) nog méér tegen zich in het harnas door een edict van tolerantie toe te staan, dat het civiele bestaan van niet-katholieken erkende, en door te korten op de ruime pensioenen van de hovelingen. De allang smeulende pamflettenoorlog brandde nog heviger los, waarbij de koning als een tiran werd afgeschilderd, en koningin Marie Antoinette Madame Déficit ("Mevrouw Tekort") werd genoemd.
De koning gaf de hervormingen niet op. Met justitieminister Chrétien Guillaume de Lamoignon de Malesherbes drong hij de justitiële bevoegdheden van het Parlement van Parijs terug ten voordele van een Plenair Hof en schafte hij het martelen van verdachten af. Kort nadien stuurde de koning Brienne de laan uit ten voordele van de populaire financier Jacques Necker, de enige die de kredietwaardigheid kon terugbrengen. Necker was zó populair dat hij zijn comeback politiek duur liet betalen: voor Necker was het herstel van de rust een voorwaarde om de schuldencrisis op te lossen. Necker liet de parlementen terugkomen en draaide de juridische hervorming volledig terug. Het volk was uitzinnig van vreugde over de terugkeer van het Parlement en verbrandde in de stad poppen die de nu ontslagen minister van Justitie Malesherbes voorstelden. De ontgoochelde en gedeprimeerde koning trok zich hoe langer hoe meer terug en liet de staatszaken vaak aan de koningin over.
Terwijl op diverse plaatsen in het land onlusten en hongeropstanden de kop opstaken, begon de derde stand zich te roeren en eiste in de Staten-Generaal evenveel zetels als de adel en kerk samen, plus stemming per hoofd in plaats van per stand. Na zijn triomfantelijke terugkeer eiste het adellijke Parlement dat de Staten-Generaal volgens de regels van 1612 zouden verlopen, met gelijke vertegenwoordiging van de drie standen en aparte stemming, zodat een meerderheid van de gepriviligieerde klassen gegarandeerd was. Het volk was ontgoocheld en sommige parlementairen werden met stenen bekogeld. De koning trachtte de kwestie te ontzenuwen door een nieuwe Assemblée des Notables samen te roepen over de organisatie. Maar ook daar spanden kerk en adel samen: ze spraken zich uit tegen de verdubbeling van de derde stand en de prinsen van den bloede publiceerden hun ongerustheid over de aanvallen op de privileges. Eind december aanvaardde een uitgebreide Conseil du Roi de numerieke eis, maar door in alle talen te zwijgen over de stemming per hoofd, toonde Lodewijk zijn onbeslistheid. Opvallend was de aanwezigheid van koningin Marie Antoinette in de raad. 
Hof, adel en kerk stelden hun hoop op de Staten-Generaal, waarvan ze naïef verwachtten dat hij de koninklijke macht aan banden zou leggen ten gunste van de adel. De koning zelf hoopte op een oplossing van de patstelling met het Parlement, of de uitschakeling daarvan: toen Necker een parlementaire delegatie bij de koning introduceerde, zei die: "ik geef aan mijn Parlement geen antwoord; ik zal met de vertegenwoordiging van de Natie overleggen over de maatregelen voor het herstel van de orde en de voorspoed". Lodewijk wist dat de veranderingen die zouden komen fundamenteel zouden zijn, en dat de adellijke muiters van het Parlement daarin geen rol meer zouden spelen.

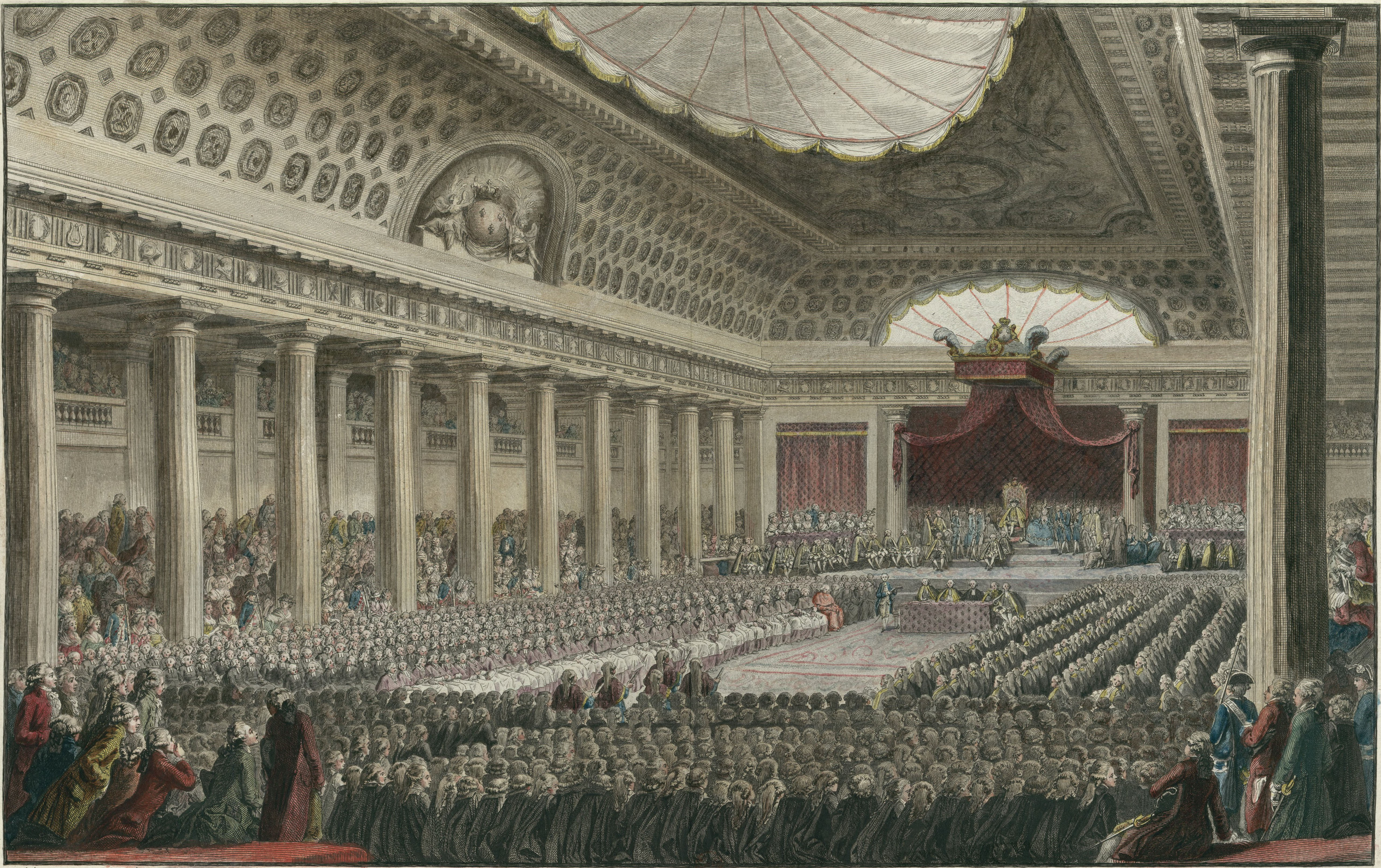
Opening van de Staten-Generaal op 5 mei 1789 in het Hôtel des Menus-Plaisirs in Versailles.

Op 5 mei 1789 kwam de Staten-Generaal dan eindelijk samen. Direct deed de onopgeloste kwestie van de stemwijze zich gelden. De adel verzette zich tegen het samen stemmen. Bij verschillende gelegenheden werd de derde stand vernederd. De koning, gedeprimeerd (ook al door de dood op 4 juni van zijn oudste zoon Lodewijk Jozef), liet lang betijen en ging niet in op de toenaderingspogingen van de derde stand. Minister Charles Louis François de Paule de Barentin schermde hem af en hij was hoedanook niet van zin op hun eisen in te gaan.

### Revolutie
Toen het geduld van de derde stand op was, verloor de koning elke controle over de gebeurtenissen. De derde stand riep zich uit tot Nationale Vergadering en claimde de soevereiniteit als vertegenwoordigers van de Natie. De lagere geestelijkheid, die de meerderheid vormde van de eerste stand, voegde zich bij hen, terwijl de adel bleef weigeren. De koning probeerde de evoluties tegen te houden door op 20 juni de zaal af te sluiten onder voorwendsel van een koninklijke zitting. Improviserend kwam de derde stand elders bijeen en zwoer in de Eed op de Kaatsbaan dat hun Nationale Vergadering niet uit elkaar zou gaan vóór ze een grondwet zou hebben gestemd.
Verschijnend in de kaatsbaan weigerde Lodewijk op 23 juni het idee van een Nationale Vergadering en vroeg hij om per stand te stemmen. Necker, die niet akkoord was, bleef ostentatief afwezig. Maar de Assemblée wilde niet wijken en vier dagen later bond de koning in. Op 11 juli ontsloeg hij dan weer Necker, die hij extreme toegeeflijkheid verweet aan wat hij nog altijd de Staten-Generaal noemde. Hij installeerde een kabinet van de harde lijn, onder baron Le Tonnelier de Breteuil. Deze ingreep en troepenbewegingen rond Parijs deden het volk vrezen dat de Assemblée zou worden verdreven. Het kwam tot woelige betogingen aan de Tuilerieën, die met de wapens werden uiteengejaagd.

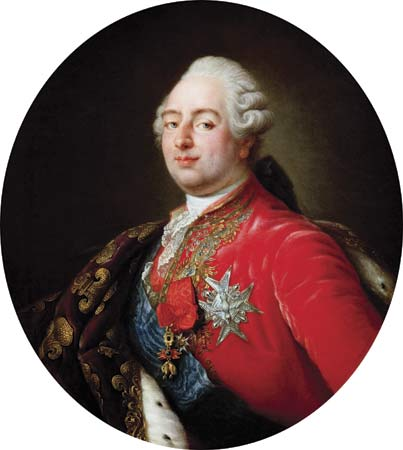
Koning Lodewijk XVI

De voorafgaande jaren had de economische politiek van liberalisatie de economie sterk doen groeien. Net buiten de oude stadsmuren van Parijs (onder meer in de Faubourg Saint-Antoine) had zich een arm industrieel proletariaat gevestigd, dat in precaire toestand verkeerde, niet beschermd of geregeld door gilden en ambachten (want buiten de stadsmuren) en dat bereid was in opstand te komen. Vanaf het einde van de regering Brienne waren er regelmatig onlusten, tijdens de tweede termijn van Necker vrijwel permanent. De zeer strenge winter van 1788-’89 veroorzaakte een grote hongersnood in het land. Ook de oogsten van 1789 waren slecht, dus een nieuwe hongersnood werd gevreesd.
De troepen konden de situatie niet meester. Op 13 juli vormden Parijzenaars een Comité permanent en een Milice bourgeoise. De volgende dag vond de Bestorming van de Bastille plaats. Een menigte maakte geweren en kanonnen buit in het Hôtel des Invalides en trok naar de Bastille, die werd veroverd en ontmanteld. Het hoofd van garnizoenscommandant Bernard-René de Launay en de provoost werd op pieken gestoken. In de dagen die volgden bracht Lodewijk XVI Necker terug en begaf hij zich naar het stadhuis van Parijs, waar zich een nieuw stadsbestuur had gevormd, om er een driekleurige kokarde op te spelden.
Doorheen het land deden zich incidenten voor. Landlieden gingen de confrontatie aan met seigneurs en vernielden feodale registers. Tegelijk was sprake van algemene paranoia, de Grote Angst. De Nationale Vergadering reageerde door in de nacht van 4 augustus de feodaliteit af te schaffen, zij het onder onduidelijke voorwaarden. Op 26 augustus stemden ze de Verklaring van de rechten van de mens en de burger. Ondertussen heerste chaos in het staatsapparaat en was de financiële situatie slecht. Een deel van de adel emigreerde naar de Oostenrijkse Nederlanden of de Duitse staten.

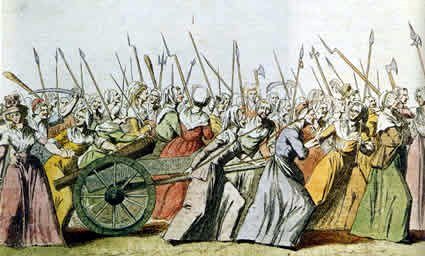
De Mars op Versailles van de Parijse vrouwen op 5-6 oktober 1789

De heropbouw gebeurde geleidelijk en van de grond af aan. Een aantal aangenomen grondwetsartikelen werden op 1 oktober samengevoegd tot de Articles de Constitution, een rudimentaire grondwet die een constitutionele monarchie organiseerde met een koninklijk vetorecht tegen wetten. Het uitblijven van goedkeuring door Lodewijk XVI was mee oorzaak van de Mars op Versailles, die op 5 oktober begon. Duizenden hongerende vrouwen zetten zich in beweging naar het Paleis van Versailles en bekwamen de aanvaarding van de decreten. De volgende dag namen ze "de bakker, de bakkersvrouw en het bakkerszoontje" mee naar Parijs. Bedoeld werd de koninklijke familie. Men ging ervan uit dat als de koning in de stad woonde, er zeker geen hongersnood zou zijn. Voor veel monarchisten was dit het sein om zich terug te trekken uit de Nationale Vergadering. 
Naar het einde van het jaar kreeg de schuldsanering vorm door het nationaliseren van kerkelijke landerijen en de uitgifte van assignaten, aanvankelijk een obligatie gewaarborgd door de toekomstige opbrengst van de kerkelijke goederen. Ook werden de historische provincies ontmanteld en kwam er een rationele bestuurlijke organisaties op basis van gemeenten en departementen. Op alle niveaus werden verkiezingen ingevoerd. Het stemrecht was niet algemeen maar voorbehouden aan de vrij brede categorie van actieve burgers. Het volgende jaar ging men door met de opheffing van de reguliere kloosterorden (13 februari), van de gehate gabelle (21 maart) en van de erfelijke adel (19 juni). Al deze decreten werden door Lodewijk XVI aanvaard, maar hij aarzelde om de Civiele grondwet van de clerus te bekrachtigen. Dit decreet voorzag in een constitutionele kerk met verkozen priesters en bisschoppen, die enkel nog doctrinaal het gezag van Rome zou erkennen. Na lang twijfelen hechtte Lodewijk zijn goedkeuring aan het decreet. Een maand eerder was zijn eed op de komende grondwet toegejuicht op het Fête de la Fédération, waar honderdduizenden de val van de Bastille vierden.
Begin 1791 begon de constitutionele eed voorgeschreven aan de clerus de Fransen uiteen te drijven. Terwijl de Revolutie tot dan toe overwegend op steun had kunnen rekenen onder de bevolking, tekenden zich nu duidelijke tegenstanders af, vooral in streken die geen materiële voordelen hadden ondervonden of er zelfs op achteruit waren gegaan. Paus Pius VI  veroordeelde de Civiele grondwet en eiste dat ingezworen priesters hun eed zouden herroepen. De vrome Lodewijk XVI verkeerde in gewetensnood en probeerde vergeefs tot een vergelijk te komen met Rome. In april wilde hij de Paasmis vieren met een niet-beëdigde priester in kasteel van Saint-Cloud, maar militantent die vreesden dat hij zou vluchten, beletten hem het vertrek.

### Vlucht, laatste regeringsjaren en oorlog

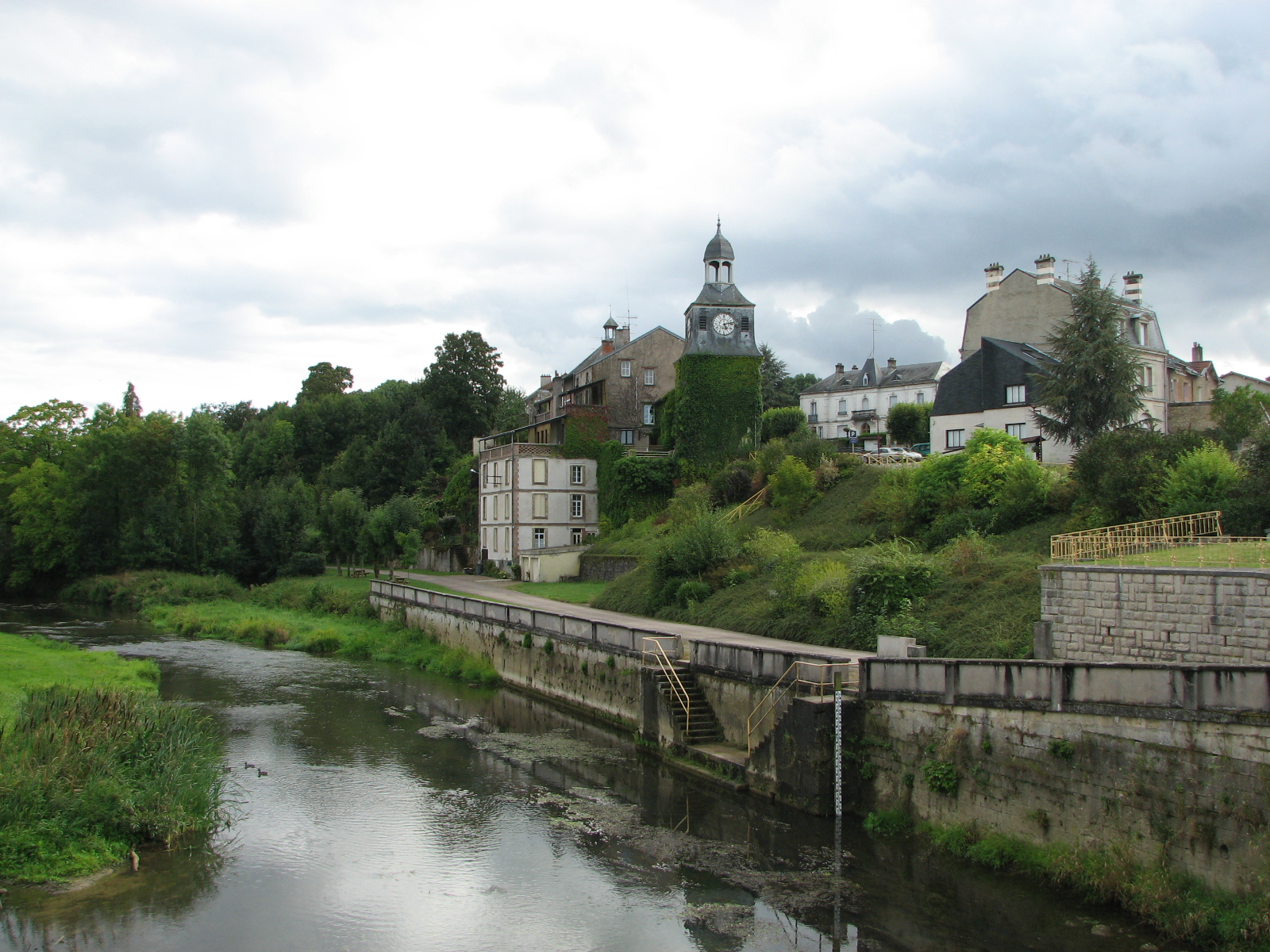
Blik op Varennes

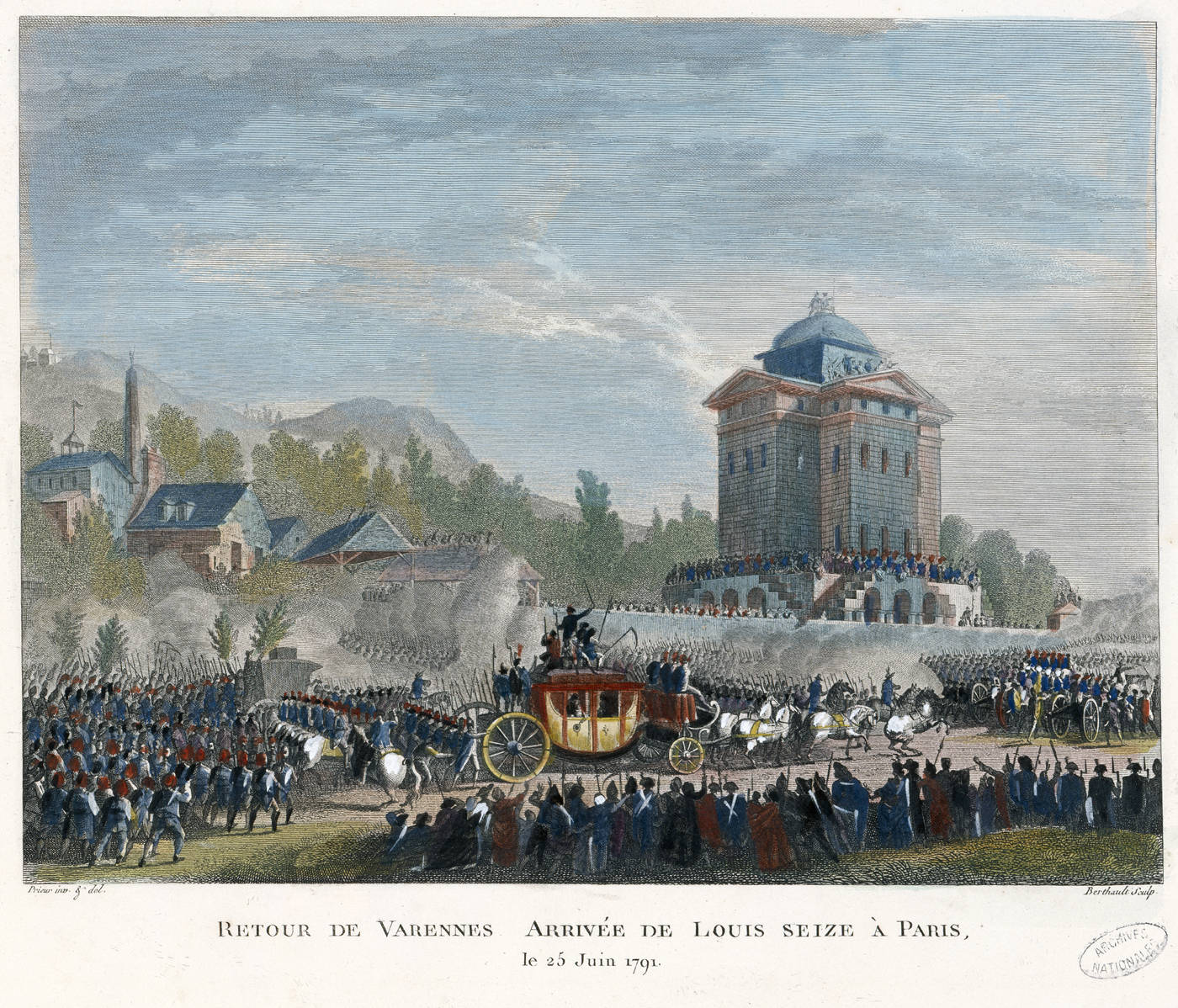
De terugkeer van Lodewijk XVI met op de achtergrond een gebouw van Ledoux

Enkele maanden later zagen de Fransen hun vrees bewaarheid. Reeds in de winter had Lodewijk een vluchtplan opgevat, mee onder druk van zijn directe omgeving (zie Vlucht naar Varennes). Hij voelde zich in zijn macht en in zijn vrijheid belemmerd en werd geplaagd door schuldgevoelens. Door te ontkomen naar de citadel van Montmédy, vlak bij de Oostenrijkse grens en de emigrantenhoven, rekende hij op militaire steun om zijn vroegere macht te herstellen. De Europese mogendheden bekeken de gebeurtenissen in Frankrijk namelijk met grote argwaan. Ondanks de voorbereidingen van de royalistische generaal Bouillé, die tienduizend loyale troepen onder zich had verzameld, werd de vlucht van Lodewijk en zijn familie een fiasco. Tussen Sainte-Menehould en Varennes-en-Argonne werd hun koets door postmeester Jean-Baptiste Drouet herkend. De terugtocht onder begeleiding van de Nationale Garde was traag en vernederend.
De Assemblée ontnam Lodewijk zijn wetgevend veto, maar zag voor de stabiliteit van het land geen andere optie dan hem een tweede kans te geven als constitutioneel monarch. Nochtans hadden de afgevaardigden op 21 juni met ongeloof kennisgenomen van de handgeschreven verklaring die de vorst had achtergelaten. Zestien bladzijden lang en gesteld in de derde persoon, liet de ondertekende tekst weinig aan de verbeelding over omtrent de diepgevoelde afwijzing van Lodewijk voor het nieuwe regime. Om haar houding een schijn van rechtvaardiging te geven, verklaarde de Vergadering op 15 juli dat de koning was "ontvoerd". De Club des Cordeliers nam er geen genoegen mee en organiseerde een petitie om de troonsafstand vast te stellen. Voor de ondertekening op het Champ-de-Mars op 17 juli daagden tienduizenden mensen op. La Fayette onderbrak het gebeuren door zijn Nationale Garde met scherp te laten schieten op de aanwezigen. Er vielen een vijftigtal doden.
In een klimaat van toenemend republicanisme aanvaardde Lodewijk op 13 september 1791 de eerste geschreven grondwet van Frankrijk en zag hij zich hersteld in al zijn rechten. Als constitutioneel monarch moest hij proberen het geschonden vertrouwen terug te winnen, wat niet werd vereenvoudigd door de niet-aflatende satire en aanvallen in de vrije pers. De populaire Père Duchesne van Hébert, die hem steeds had gesteund, keerde zich nu ongenadig tegen hem. Zwakheid, domheid, corpulentie, impotentie: alle oude verwijten werden uit de kast gehaald en aangevuld met de beschuldiging van meineed en verraad. Wetgevende verkiezingen leverden een Assemblée Législative op die bestond uit feuillants, girondijnen en jakobijnen. De koning vormde zijn regeringen uit de eerste twee groepen. Hij stelde zijn veto tegen decreten die de émigrés en de refractaire clerus viseerden.
Met de alliantie tussen Oostenrijk en Pruisen begon de buitenlandse dreiging steeds concretere vormen aan te nemen, terwijl de interne polarisering voortwoekerde en de tot papiergeld getransformeerde assignaten aan inflatie onderhevig waren. Om de jakobijnen te counteren, die met hun economisch interventionisme groeiende populariteit kenden, stuurden de girondijnen aan op oorlog. Ook de koning meende dat hij baat had bij een oorlog omdat een nederlaag zijn autoriteit zou herstellen. In april keurde de Wetgevende Vergadering zijn voorstel van oorlogsverklaring goed. Franse troepen vielen de Oostenrijkse Nederlanden binnen, maar raakten snel in het defensief. Het was integendeel het Oostenrijks-Pruisische leger dat op Franse bodem opereerde en Parijs viseerde. Dreigende verklaringen gingen hun komst vooraf. De populariteit van Lodewijk XVI bereikte een absoluut dieptepunt, omdat vermoed werd dat hij onder een hoedje speelde met de emigranten en de Habsburgers, wat achteraf ook met enige waarschijnlijkheid zou worden bevestigd.
Op 9 augustus 1792 zetten de Parijse sansculotten de burgemeester en het gemeentebestuur van Parijs af en vervingen ze door een Commune insurrectionnelle. De volgende dag voerden ze met de Bestorming van de Tuilerieën het tweede deel van hun gewelddadige staatsgreep uit. De koning en zijn familie vluchtten naar de Wetgevende Vergadering en werden in de middeleeuwse Tour du Temple gevangengezet. Het oproer was goed voorbereid: de gardes-françaises die het paleis moesten bewaken, keerden zich tegen de Zwitserse Garde. De Commune had nu de macht daadwerkelijk in handen.

### Gevangenschap, berechting en executie

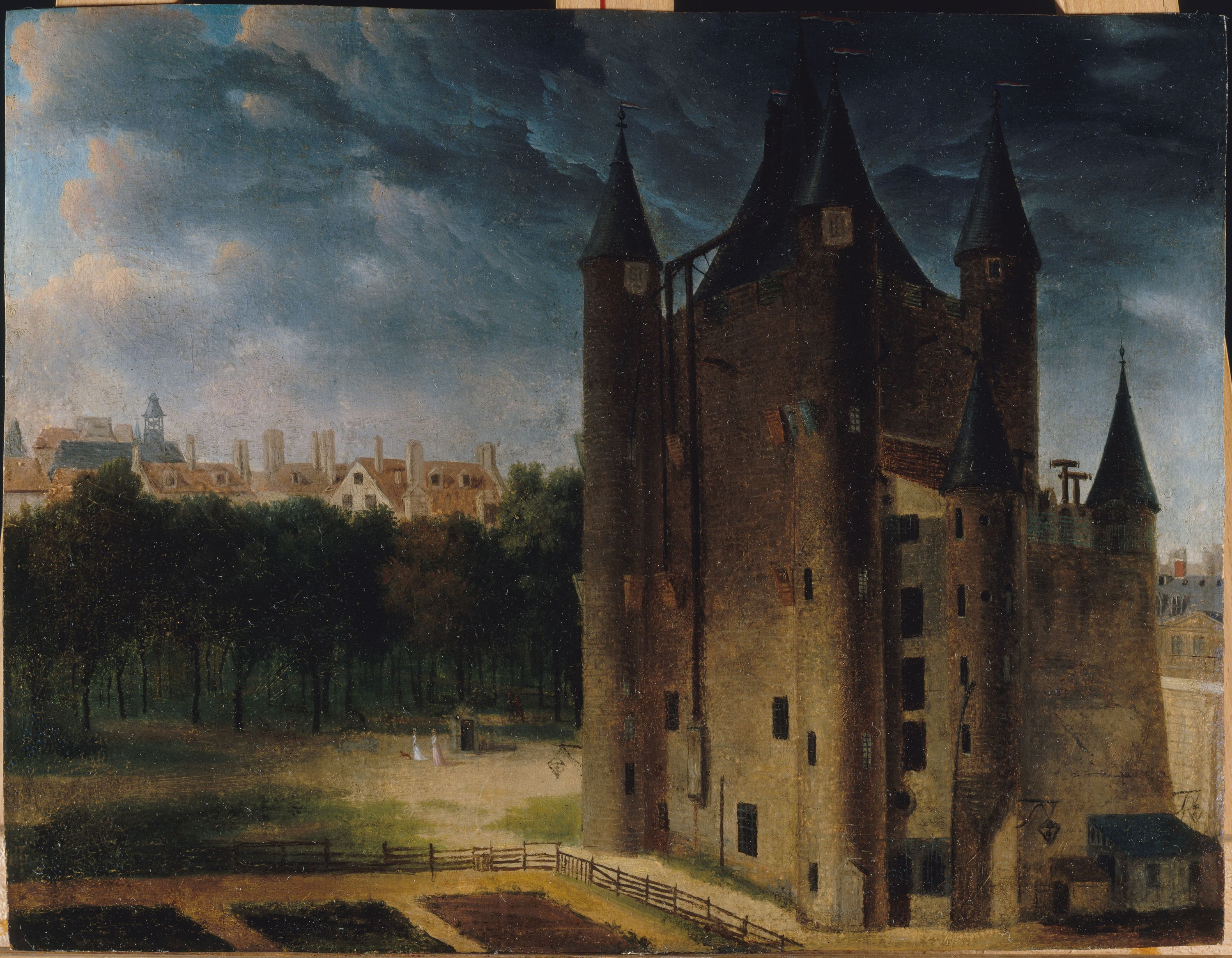
de toren van de Temple in 1795.

De constitutionele macht van de koning werd door de Assemblée geschorst en er kwamen verkiezingen voor een nieuwe grondwetgevende vergadering, de Nationale Conventie. Het waren de eerste verkiezingen bij algemeen stemrecht. De opkomst was laag en de gematigde Marais-partij behaalde de meeste zetels..
In de Temple werd de koninklijk familie uiterst streng bewaakt, en bovendien gepest en vernederd. Men mocht geen bezoek ontvangen of kranten lezen, en schrijfmateriaal werd afgenomen. De familie bestond uit de koning, de koningin, haar schoonzuster Elisabeth, hun 14-jarige dochter Marie Thèrèse en de 7-jarige dauphin (kroonprins). De prinses van Lamballe, die de familie vrijwillig vergezelde in de gevangenis, werd na enige tijd verwijderd, en werd opgesloten in La Force, om vervolgens te worden verminkt en vermoord. Haar hoofd werd op een piek gestoken en zo naar de Temple gevoerd om de koningin te kwellen.

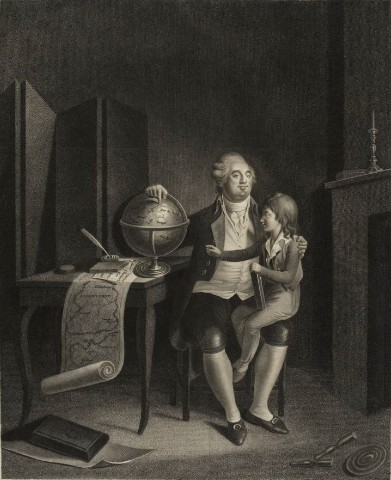
Lodewijk XVI en zijn zoon in de Temple, Museum van de Franse Revolutie.

Vanaf oktober 1792 begon het strafrechtelijke onderzoek ten laste van Lodewijk XVI door de Nationale Conventie. De geruchtmakende ontdekking van de IJzeren kast op 20 november leverde bewijzen op van collusie, onder andere met Mirabeau. Op 3 december besliste de Conventie dat hij zou moeten terechtstaan en dat zij zelf als strafgerecht zou optreden. Scherpe voorwerpen werden uit de koninklijke cel gehaald als voorzorg tegen zelfmoord. Als akte van beschuldiging werd op 10 december een rapport voorgesteld dat hem 33 misdaden ten laste legde, waaronder het schenden van de eed gezworen op het Fête de la Fédération, de slachtingen aan het Champ-de-Mars en de Tuilerieën, de steun aan de refractaire priesters en de collusie met vijandige mogendheden. Het proces van citoyen Louis Capet, zoals hij werd genoemd, opende de volgende dag met de verschijning van de beschuldigde in de Salle du Manège. In de cel werd hij afgezonderd van zijn familie.
De verhoren van de geschorste koning volgden elkaar op. Als verdedigers koos hij de advocaten François Denis Tronchet, Raymond de Sèze en oud-minister Malesherbes. Een vierde, Guy-Jean-Baptiste Target, weigerde de aanstelling maar publiceerde een schriftelijke verdediging. Afgevaardigde Jean-Denis Lanjuinais nam het op voor Lodewijk en oreerde: Ik zie hier slechts gezworen vijanden van de koning, tegelijkertijd aanklager, getuige, jurylid en rechter, voor misdaden die jullie zélf begaan hebben. Tijdens het pleidooi voor de verdediging op 26 december zei advocaat De Sèze iets gelijkaardigs: Ik zoek rechters in uw midden, ik zie slechts aanklagers. Ook Lodewijk zelf nam die dag het woord. 
De uitspraak wilden de girondijnen overlaten aan de bevolking. Uiteindelijk was het conventievoorzitter Bertrand Barère die bepaalde dat de Conventie zou vonnissen in drie nominale stemmingen. In de eerste stemming op 15 januari vond de Conventie Louis Capet unaniem schuldig aan samenzwering tegen de openbare vrijheid. Vervolgens besliste ze bij meerderheid om het vonnis niet door het volk te laten bekrachtigen (geen 'appel au peuple'). De derde vraag aangaande de strafmaat leidde tot twee stemmingen over de volgende twee dagen. Met 387 stemmen tegen 334 kreeg hij de doodstraf. Voor waren onder anderen Jean-Paul Marat, Georges Danton, Maximilien de Robespierre en Lodewijk Filips van Orléans; tegen stemden Nicolas de Condorcet, Jacques Pierre Brissot en Thomas Paine. Op 19 januari volgde nog een vijfde stemming over uitstel van straf, wat met 380 tegen 310 stemmen werd verworpen. De veroordeelde aanhoorde kalm zijn doodvonnis. Hij vroeg zijn familie en een biechtvader te mogen zien, zonder het bijzijn van ambtenaren. Dat werd toegestaan.

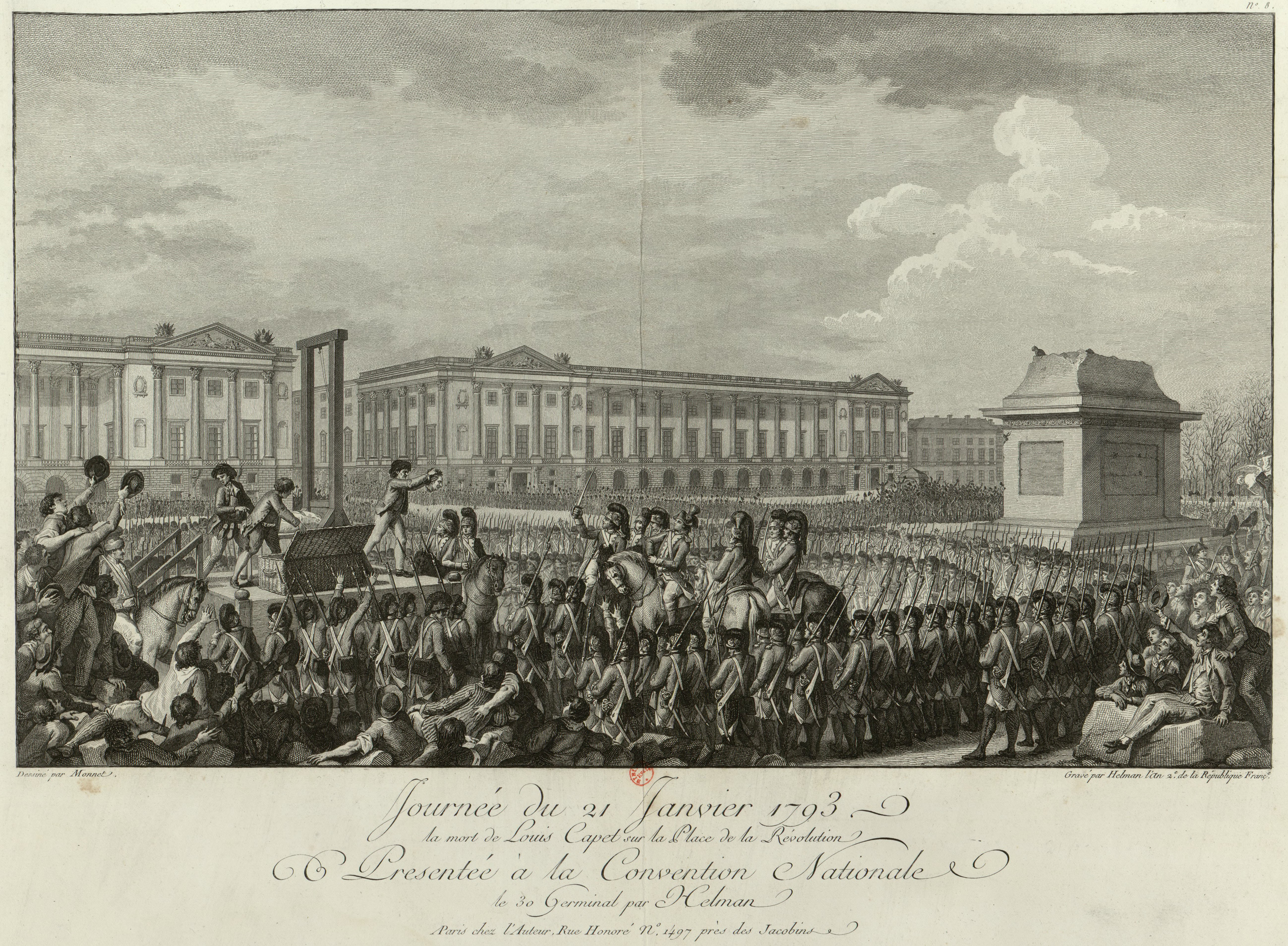
De onthoofding van de koning op de Place de la Révolution, voor de sokkel van het verwijderde standbeeld van Lodewijk XV.

De doodstraf werd op maandag de 21e op de Place de la Révolution voltrokken met de guillotine. De 38-jarige Louis Capet werd 's ochtends om 9 uur in een glazen koets naar de gerechtsplaats gevoerd (de vernedering van de beulskar werd hem bespaard). Naast hem zat de burgemeester, tegenover hem twee biechtvaders. Er waren 50.000 militairen op de been om de stoet te bewaken. Bij het schavot aangekomen werd het hem niet toegestaan nog een redevoering te houden. Toen werden de trommels geroerd. Na zijn onthoofding, klom een lid van de menigte op het schavot, doopte zijn handen in het bloed van de nu-dode koning, en riep "Jacques de Molay, gij zijt gewroken". Zijn echtgenote Marie Antoinette onderging op 16 oktober hetzelfde lot.

## Graf en Colonne Louis XVI

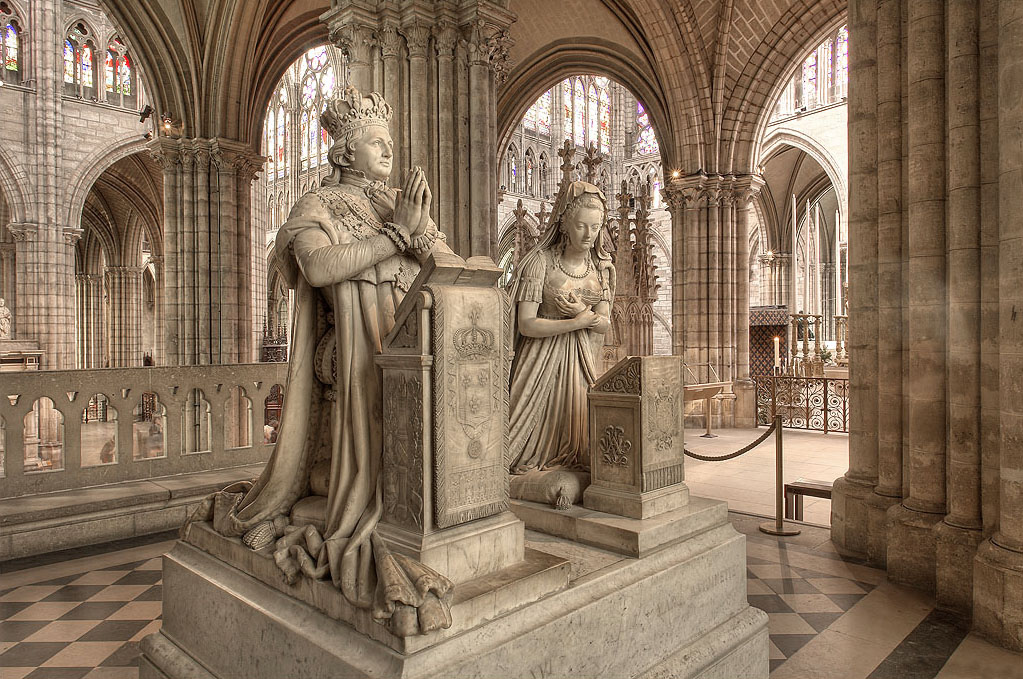
Monument voor Lodewijk XVI en Marie Antoinette door Edme Gaulle en Pierre Petitot uit 1830, in de Kathedraal van Saint-Denis

Lodewijk XVI werd meteen begraven in een kist op het kerkhof van de Madeleine, vandaag Square Louis XVI. Later, op 16 oktober 1793, werd ook de koningin op hetzelfde kerkhof begraven.
Tijdens de Restauratie liet Lodewijk XVIII het kerkhof onderzoeken en de stoffelijke overschotten opgraven. Zij werden plechtig bijgezet in de Kathedraal van Saint-Denis. Op de plaats van het oude kerkhof liet Lodewijk XVIII een boetekapel (Chapelle expiatoire) optrekken, die nog steeds bezocht kan worden. Op 21 januari wordt er traditioneel een gedenkmis voor de koninklijke familie gehouden. Ook in andere kerken herdenkt men de koning, vaak volgens de tridentijnse ritus en in aanwezigheid van traditionalisten en oude adel.
De Colonne Louis XVI, die dateert uit 1823, bevindt zich in het centrum van Place Marshal Foch in Nantes, Frankrijk. De zuil (bouwkunde) is 28 meter hoog, met bovenaan een standbeeld van Lodewijk XVI.

## Vervolging van de "koningsmoordenaars"
Van de conventieleden die voor de doodstraf hadden gestemd, kwamen in de kort daaropvolgende tijd zeventig door geweld om het leven (guillotine na een summier proces, zelfmoord op de vlucht of in de gevangenis, moord). Een aantal overblijvers maakte een mooie carrière onder Napoleon Bonaparte, maar onder de Restauratie werden ze alsnog vervolgd. Nadat een wettelijk kader was gecreëerd voor de verwijdering van revolutionairen en bonapartisten uit het staatsapparaat, verbande een wet van 1816 alle zogenaamde koningsmoordenaars uit Frankrijk.

## Geschriften
Primair bronmateriaal is nauwelijks voorhanden. Tijdens de chaos die ontstond na de bestorming van de Tuilerieën (10 augustus 1792) werd het koninklijk paleis geplunderd. Daarbij zijn grote delen van de correspondentie, persoonlijke aantekeningen en dagboeken van Lodewijk XVI verloren gegaan. Een sleuteldocument is de verklaring van 20 juni 1791, aan de vooravond van zijn vlucht.

## Trivia
- Bloed dat werd toegeschreven aan Lodewijk XVI is teruggevonden op een oud doekje dat bewaard werd in een uitgeholde sierpompoen. Op het doekje staan afbeeldingen van helden uit de revolutie en de tekst: "Op 21 januari dompelde Maximilien Bourdaloue zijn zakdoek in het bloed van Lodewijk XVI na diens onthoofding". De pompoen met doekje is al meer dan een eeuw in het bezit van een Italiaanse familie.  In 2013 leidde de Leuvense geneticus Maarten Larmuseau via genetische genealogie af dat het bloed niet van Lodewijk XVI kon zijn[14][15], wat een jaar later ook via een volledige analyse van het genoom door het Institute of Evolutionary Biology uit Barcelona werd geconcludeerd[16] .

## Kwartierstaat (voorouders)
| Lodewijk van Frankrijk (1682-1712) | Lodewijk van Frankrijk (1682-1712) | Lodewijk van Frankrijk (1682-1712) | Lodewijk van Frankrijk (1682-1712) | Lodewijk van Frankrijk (1682-1712)    | Lodewijk van Frankrijk (1682-1712)    | Maria Adelheid van Savoye (1685-1712) | Maria Adelheid van Savoye (1685-1712) | Maria Adelheid van Savoye (1685-1712)  | Maria Adelheid van Savoye (1685-1712)  | Maria Adelheid van Savoye (1685-1712)  | Maria Adelheid van Savoye (1685-1712)  |                                        |                                        | Stanislaus Leszczyński (1677-1766) | Stanislaus Leszczyński (1677-1766) | Stanislaus Leszczyński (1677-1766)       | Stanislaus Leszczyński (1677-1766)       | Stanislaus Leszczyński (1677-1766)       | Stanislaus Leszczyński (1677-1766)       | Catharina Opalińska (1680-1747)          | Catharina Opalińska (1680-1747)          | Catharina Opalińska (1680-1747) | Catharina Opalińska (1680-1747) | Catharina Opalińska (1680-1747)   | Catharina Opalińska (1680-1747)   |                                   |                                   | August II van Polen (1670-1733)   | August II van Polen (1670-1733)   | August II van Polen (1670-1733) | August II van Polen (1670-1733) | August II van Polen (1670-1733)     | August II van Polen (1670-1733)     | Christiane Eberhardine van Brandenburg-Bayreuth (1671-1727) | Christiane Eberhardine van Brandenburg-Bayreuth (1671-1727) | Christiane Eberhardine van Brandenburg-Bayreuth (1671-1727) | Christiane Eberhardine van Brandenburg-Bayreuth (1671-1727) | Christiane Eberhardine van Brandenburg-Bayreuth (1671-1727) | Christiane Eberhardine van Brandenburg-Bayreuth (1671-1727) |                                      |                                      | Jozef I van Oostenrijk (1678-1711)   | Jozef I van Oostenrijk (1678-1711)   | Jozef I van Oostenrijk (1678-1711)       | Jozef I van Oostenrijk (1678-1711)       | Jozef I van Oostenrijk (1678-1711)       | Jozef I van Oostenrijk (1678-1711)       | Amalia Wilhelmina van Brunswijk-Lüneburg (1673-1742)  | Amalia Wilhelmina van Brunswijk-Lüneburg (1673-1742)  | Amalia Wilhelmina van Brunswijk-Lüneburg (1673-1742)  | Amalia Wilhelmina van Brunswijk-Lüneburg (1673-1742)  | Amalia Wilhelmina van Brunswijk-Lüneburg (1673-1742)  | Amalia Wilhelmina van Brunswijk-Lüneburg (1673-1742)  |  |  |  |  |  |  |  |  |  |  |  |  |  |  |  |  |  |  |  |  |  |  |  |  |  |  |  |  |  |  |  |  |  |  |  |  |  |  |  |  |  |  |  |  |  |  |  |  |
| Lodewijk van Frankrijk (1682-1712) | Lodewijk van Frankrijk (1682-1712) | Lodewijk van Frankrijk (1682-1712) | Lodewijk van Frankrijk (1682-1712) | Lodewijk van Frankrijk (1682-1712)    | Lodewijk van Frankrijk (1682-1712)    | Maria Adelheid van Savoye (1685-1712) | Maria Adelheid van Savoye (1685-1712) | Maria Adelheid van Savoye (1685-1712)  | Maria Adelheid van Savoye (1685-1712)  | Maria Adelheid van Savoye (1685-1712)  | Maria Adelheid van Savoye (1685-1712)  |                                        |                                        | Stanislaus Leszczyński (1677-1766) | Stanislaus Leszczyński (1677-1766) | Stanislaus Leszczyński (1677-1766)       | Stanislaus Leszczyński (1677-1766)       | Stanislaus Leszczyński (1677-1766)       | Stanislaus Leszczyński (1677-1766)       | Catharina Opalińska (1680-1747)          | Catharina Opalińska (1680-1747)          | Catharina Opalińska (1680-1747) | Catharina Opalińska (1680-1747) | Catharina Opalińska (1680-1747)   | Catharina Opalińska (1680-1747)   |                                   |                                   | August II van Polen (1670-1733)   | August II van Polen (1670-1733)   | August II van Polen (1670-1733) | August II van Polen (1670-1733) | August II van Polen (1670-1733)     | August II van Polen (1670-1733)     | Christiane Eberhardine van Brandenburg-Bayreuth (1671-1727) | Christiane Eberhardine van Brandenburg-Bayreuth (1671-1727) | Christiane Eberhardine van Brandenburg-Bayreuth (1671-1727) | Christiane Eberhardine van Brandenburg-Bayreuth (1671-1727) | Christiane Eberhardine van Brandenburg-Bayreuth (1671-1727) | Christiane Eberhardine van Brandenburg-Bayreuth (1671-1727) |                                      |                                      | Jozef I van Oostenrijk (1678-1711)   | Jozef I van Oostenrijk (1678-1711)   | Jozef I van Oostenrijk (1678-1711)       | Jozef I van Oostenrijk (1678-1711)       | Jozef I van Oostenrijk (1678-1711)       | Jozef I van Oostenrijk (1678-1711)       | Amalia Wilhelmina van Brunswijk-Lüneburg (1673-1742)  | Amalia Wilhelmina van Brunswijk-Lüneburg (1673-1742)  | Amalia Wilhelmina van Brunswijk-Lüneburg (1673-1742)  | Amalia Wilhelmina van Brunswijk-Lüneburg (1673-1742)  | Amalia Wilhelmina van Brunswijk-Lüneburg (1673-1742)  | Amalia Wilhelmina van Brunswijk-Lüneburg (1673-1742)  |  |  |  |  |  |  |  |  |  |  |  |  |  |  |  |  |  |  |  |  |  |  |  |  |  |  |  |  |  |  |  |  |  |  |  |  |  |  |  |  |  |  |  |  |  |  |  |  |
|                                    |                                    |                                    |                                    |                                       |                                       |                                       |                                       |                                        |                                        |                                        |                                        |                                        |                                        |                                    |                                    |                                          |                                          |                                          |                                          |                                          |                                          |                                 |                                 |                                   |                                   |                                   |                                   |                                   |                                   |                                 |                                 |                                     |                                     |                                                             |                                                             |                                                             |                                                             |                                                             |                                                             |                                      |                                      |                                      |                                      |                                          |                                          |                                          |                                          |                                                       |                                                       |                                                       |                                                       |                                                       |                                                       |  |  |  |  |  |  |  |  |  |  |  |  |  |  |  |  |  |  |  |  |  |  |  |  |  |  |  |  |  |  |  |  |  |  |  |  |  |  |  |  |  |  |  |  |  |  |  |  |
|                                    |                                    |                                    |                                    | Lodewijk XV van Frankrijk (1710-1774) | Lodewijk XV van Frankrijk (1710-1774) | Lodewijk XV van Frankrijk (1710-1774) | Lodewijk XV van Frankrijk (1710-1774) | Lodewijk XV van Frankrijk (1710-1774)  | Lodewijk XV van Frankrijk (1710-1774)  |                                        |                                        |                                        |                                        |                                    |                                    | Maria Leszczyńska (1703-1768)            | Maria Leszczyńska (1703-1768)            | Maria Leszczyńska (1703-1768)            | Maria Leszczyńska (1703-1768)            | Maria Leszczyńska (1703-1768)            | Maria Leszczyńska (1703-1768)            |                                 |                                 |                                   |                                   |                                   |                                   |                                   |                                   |                                 |                                 | August III van Polen (1696-1763)    | August III van Polen (1696-1763)    | August III van Polen (1696-1763)                            | August III van Polen (1696-1763)                            | August III van Polen (1696-1763)                            | August III van Polen (1696-1763)                            |                                                             |                                                             |                                      |                                      |                                      |                                      | Maria Josepha van Oostenrijk (1699-1757) | Maria Josepha van Oostenrijk (1699-1757) | Maria Josepha van Oostenrijk (1699-1757) | Maria Josepha van Oostenrijk (1699-1757) | Maria Josepha van Oostenrijk (1699-1757)              | Maria Josepha van Oostenrijk (1699-1757)              |                                                       |                                                       |                                                       |                                                       |  |  |  |  |  |  |  |  |  |  |  |  |  |  |  |  |  |  |  |  |  |  |  |  |  |  |  |  |  |  |  |  |  |  |  |  |  |  |  |  |  |  |  |  |  |  |  |  |
|                                    |                                    |                                    |                                    | Lodewijk XV van Frankrijk (1710-1774) | Lodewijk XV van Frankrijk (1710-1774) | Lodewijk XV van Frankrijk (1710-1774) | Lodewijk XV van Frankrijk (1710-1774) | Lodewijk XV van Frankrijk (1710-1774)  | Lodewijk XV van Frankrijk (1710-1774)  |                                        |                                        |                                        |                                        |                                    |                                    | Maria Leszczyńska (1703-1768)            | Maria Leszczyńska (1703-1768)            | Maria Leszczyńska (1703-1768)            | Maria Leszczyńska (1703-1768)            | Maria Leszczyńska (1703-1768)            | Maria Leszczyńska (1703-1768)            |                                 |                                 |                                   |                                   |                                   |                                   |                                   |                                   |                                 |                                 | August III van Polen (1696-1763)    | August III van Polen (1696-1763)    | August III van Polen (1696-1763)                            | August III van Polen (1696-1763)                            | August III van Polen (1696-1763)                            | August III van Polen (1696-1763)                            |                                                             |                                                             |                                      |                                      |                                      |                                      | Maria Josepha van Oostenrijk (1699-1757) | Maria Josepha van Oostenrijk (1699-1757) | Maria Josepha van Oostenrijk (1699-1757) | Maria Josepha van Oostenrijk (1699-1757) | Maria Josepha van Oostenrijk (1699-1757)              | Maria Josepha van Oostenrijk (1699-1757)              |                                                       |                                                       |                                                       |                                                       |  |  |  |  |  |  |  |  |  |  |  |  |  |  |  |  |  |  |  |  |  |  |  |  |  |  |  |  |  |  |  |  |  |  |  |  |  |  |  |  |  |  |  |  |  |  |  |  |
|                                    |                                    |                                    |                                    |                                       |                                       |                                       |                                       |                                        |                                        | Lodewijk van Frankrijk (1729-1765)     | Lodewijk van Frankrijk (1729-1765)     | Lodewijk van Frankrijk (1729-1765)     | Lodewijk van Frankrijk (1729-1765)     | Lodewijk van Frankrijk (1729-1765) | Lodewijk van Frankrijk (1729-1765) |                                          |                                          |                                          |                                          |                                          |                                          |                                 |                                 |                                   |                                   |                                   |                                   |                                   |                                   |                                 |                                 |                                     |                                     |                                                             |                                                             |                                                             |                                                             | Maria Josepha van Saksen (1731-1767)                        | Maria Josepha van Saksen (1731-1767)                        | Maria Josepha van Saksen (1731-1767) | Maria Josepha van Saksen (1731-1767) | Maria Josepha van Saksen (1731-1767) | Maria Josepha van Saksen (1731-1767) |                                          |                                          |                                          |                                          |                                                       |                                                       |                                                       |                                                       |                                                       |                                                       |  |  |  |  |  |  |  |  |  |  |  |  |  |  |  |  |  |  |  |  |  |  |  |  |  |  |  |  |  |  |  |  |  |  |  |  |  |  |  |  |  |  |  |  |  |  |  |  |
|                                    |                                    |                                    |                                    |                                       |                                       |                                       |                                       |                                        |                                        | Lodewijk van Frankrijk (1729-1765)     | Lodewijk van Frankrijk (1729-1765)     | Lodewijk van Frankrijk (1729-1765)     | Lodewijk van Frankrijk (1729-1765)     | Lodewijk van Frankrijk (1729-1765) | Lodewijk van Frankrijk (1729-1765) |                                          |                                          |                                          |                                          |                                          |                                          |                                 |                                 |                                   |                                   |                                   |                                   |                                   |                                   |                                 |                                 |                                     |                                     |                                                             |                                                             |                                                             |                                                             | Maria Josepha van Saksen (1731-1767)                        | Maria Josepha van Saksen (1731-1767)                        | Maria Josepha van Saksen (1731-1767) | Maria Josepha van Saksen (1731-1767) | Maria Josepha van Saksen (1731-1767) | Maria Josepha van Saksen (1731-1767) |                                          |                                          |                                          |                                          |                                                       |                                                       |                                                       |                                                       |                                                       |                                                       |  |  |  |  |  |  |  |  |  |  |  |  |  |  |  |  |  |  |  |  |  |  |  |  |  |  |  |  |  |  |  |  |  |  |  |  |  |  |  |  |  |  |  |  |  |  |  |  |
|                                    |                                    |                                    |                                    |                                       |                                       |                                       |                                       |                                        |                                        |                                        |                                        |                                        |                                        |                                    |                                    |                                          |                                          |                                          |                                          |                                          |                                          |                                 |                                 |                                   |                                   |                                   |                                   |                                   |                                   |                                 |                                 |                                     |                                     |                                                             |                                                             |                                                             |                                                             |                                                             |                                                             |                                      |                                      |                                      |                                      |                                          |                                          |                                          |                                          |                                                       |                                                       |                                                       |                                                       |                                                       |                                                       |  |  |  |  |  |  |  |  |  |  |  |  |  |  |  |  |  |  |  |  |  |  |  |  |  |  |  |  |  |  |  |  |  |  |  |  |  |  |  |  |  |  |  |  |  |  |  |  |
|                                    |                                    |                                    |                                    |                                       |                                       |                                       |                                       |                                        |                                        |                                        |                                        |                                        |                                        |                                    |                                    |                                          |                                          |                                          |                                          |                                          |                                          |                                 |                                 |                                   |                                   |                                   |                                   |                                   |                                   |                                 |                                 |                                     |                                     |                                                             |                                                             |                                                             |                                                             |                                                             |                                                             |                                      |                                      |                                      |                                      |                                          |                                          |                                          |                                          |                                                       |                                                       |                                                       |                                                       |                                                       |                                                       |  |  |  |  |  |  |  |  |  |  |  |  |  |  |  |  |  |  |  |  |  |  |  |  |  |  |  |  |  |  |  |  |  |  |  |  |  |  |  |  |  |  |  |  |  |  |  |  |
| Lodewijk van Frankrijk (1751-1761) | Lodewijk van Frankrijk (1751-1761) | Lodewijk van Frankrijk (1751-1761) | Lodewijk van Frankrijk (1751-1761) | Lodewijk van Frankrijk (1751-1761)    | Lodewijk van Frankrijk (1751-1761)    |                                       |                                       | Lodewijk XVI van Frankrijk (1754-1793) | Lodewijk XVI van Frankrijk (1754-1793) | Lodewijk XVI van Frankrijk (1754-1793) | Lodewijk XVI van Frankrijk (1754-1793) | Lodewijk XVI van Frankrijk (1754-1793) | Lodewijk XVI van Frankrijk (1754-1793) |                                    |                                    | Lodewijk XVIII van Frankrijk (1755-1824) | Lodewijk XVIII van Frankrijk (1755-1824) | Lodewijk XVIII van Frankrijk (1755-1824) | Lodewijk XVIII van Frankrijk (1755-1824) | Lodewijk XVIII van Frankrijk (1755-1824) | Lodewijk XVIII van Frankrijk (1755-1824) |                                 |                                 | Karel X van Frankrijk (1757-1836) | Karel X van Frankrijk (1757-1836) | Karel X van Frankrijk (1757-1836) | Karel X van Frankrijk (1757-1836) | Karel X van Frankrijk (1757-1836) | Karel X van Frankrijk (1757-1836) |                                 |                                 | Clothilde van Frankrijk (1759-1802) | Clothilde van Frankrijk (1759-1802) | Clothilde van Frankrijk (1759-1802)                         | Clothilde van Frankrijk (1759-1802)                         | Clothilde van Frankrijk (1759-1802)                         | Clothilde van Frankrijk (1759-1802)                         |                                                             |                                                             | Elisabeth van Frankrijk (1764-1794)  | Elisabeth van Frankrijk (1764-1794)  | Elisabeth van Frankrijk (1764-1794)  | Elisabeth van Frankrijk (1764-1794)  | Elisabeth van Frankrijk (1764-1794)      | Elisabeth van Frankrijk (1764-1794)      |                                          |                                          | 2 jong overleden meisjes en 1 jong overleden jongetje | 2 jong overleden meisjes en 1 jong overleden jongetje | 2 jong overleden meisjes en 1 jong overleden jongetje | 2 jong overleden meisjes en 1 jong overleden jongetje | 2 jong overleden meisjes en 1 jong overleden jongetje | 2 jong overleden meisjes en 1 jong overleden jongetje |  |  |  |  |  |  |  |  |  |  |  |  |  |  |  |  |  |  |  |  |  |  |  |  |  |  |  |  |  |  |  |  |  |  |  |  |  |  |  |  |  |  |  |  |  |  |  |  |

- Bibsys: 90180221
- Biblioteca Nacional de España: XX953502
- Bibliothèque nationale de France: cb120081657 (data)
- Biografisch Portaal: 04195830
- Catàleg d'autoritats de noms i títols de Catalunya: 981058523303906706
- Gemeinsame Normdatei: 118574949
- International Standard Name Identifier: 0000 0003 5886 1922
- KulturNav: 0ac0ed4a-b5ca-46da-9d07-20f6a59c1cfd
- Library of Congress Control Number: n80038425
- Nationale Bibliotheek van Letland: 000163141
- Bibliotheek van het Japanse parlement: 00621018
- Nationale Bibliotheek van Tsjechië: jn20000701092
- Nationale bibliotheek van Australië: 35410913
- Nationale Bibliotheek van Israël: 987007264733505171
- Nationale Bibliotheek van Polen: a0000001185001
- Nederlandse Thesaurus van Auteursnamen: 070131244
- RKD-Nederlands Instituut voor Kunstgeschiedenis: 435099
- Istituto Centrale per il Catalogo Unico: IEIV021255
- LIBRIS: 208359
- Système universitaire de documentation: 028197631
- Museum of New Zealand Te Papa Tongarewa: 67190
- Trove: 942965
- Union List of Artist Names: 500122357
- Virtual International Authority File: 212882453
- WorldCat: E39PBJkXvHyt7wfQPhxmQvRR8C